# Zrinska
Zrinska är en ort i Kroatien.   Den ligger i länet Bjelovar-Bilogoras län, i den nordöstra delen av landet, 90 km öster om huvudstaden Zagreb. Zrinska ligger 177 meter över havet och antalet invånare är 153.
Terrängen runt Zrinska är platt. Runt Zrinska är det mycket glesbefolkat, med 6 invånare per kvadratkilometer. Närmaste större samhälle är Virovitica, 18,4 km öster om Zrinska. I omgivningarna runt Zrinska växer i huvudsak lövfällande lövskog.